# Sarpedon Linea
La Sarpedon Linea è una struttura geologica della superficie di Europa.